# ثيتفورد
ثيتفورد (بالإنجليزية: Thetford )‏ هي بلدة، وأبرشية مدنية، في المملكة المتحدة، تقع في Breckland District ‏، بلغ عدد سكانها 27,027 نسمة وذلك حسب إحصائيات سنة 2015، تبلغ مساحتها 29.55 كيلومتر مربع.

## مدن توأم
المدن التوأم:
- Hürth [الإنجليزية]‏.

## أعلام
- براي هاموند
- يان هندرسون
- توني باول
- ديك سكوت
- روكي دين
- شربورن ويسلي بورنهام